# Vibe
VIBE war ein US-amerikanisches Musik/Entertainment-Magazin, das 1993 von Quincy Jones ins Leben gerufen wurde. Es verdankte seinen großen Erfolg vor allem dem größten Interessenkreis unter Magazinen seiner Art, wie The Source. Die meisten konzentrierten sich rein auf Hip-Hop und Rap, während in VIBE auch andere Themen auffindbar waren. Nach starken Umsatzeinbußen musste der Druck 2009 eingestellt werden. Nachdem die letzte Ausgabe gedruckt war, kaufte InterMedia Partners VIBE.